# Frederik Siem Pedersen
Frederik Siem Pedersen (født 1991) er en dansk svømmer, der stiller op for Farum Svømmeklub og bliver trænet af Thomas Jansson og cheftræner Claus Buus.
Frederik Siem Pedersen har vundet mange medaljer til DM og junior-DM. Han har deltaget i EM på kortbane, hvor han også har været i finalerne, samt i World Cup-stævner og europæiske juniormesterskaber.
| Svømmer | Spire Denne biografi om en svømmer er en spire som bør udbygges. Du er velkommen til at hjælpe Wikipedia ved at udvide den. |